# Ptilinop capgrís
El ptilinop capgrís (Ptilinopus hyogastrus) és una espècie d'ocell de la família dels colúmbids (Columbidae) que habita els boscos de Bacan i Halmahera, a les Moluques Septentrionals.